# Dora Carrington

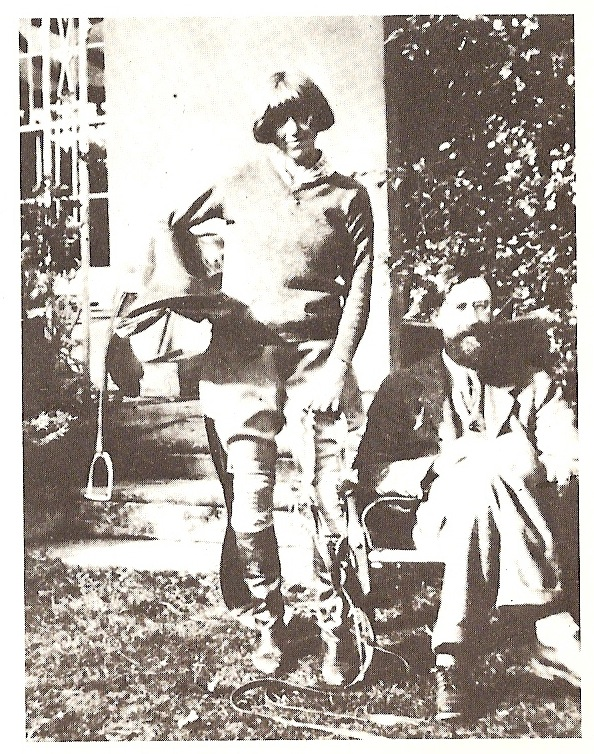
Dora Carrington i Lytton Strachey

Dora de Houghton Carrington (ur. 29 marca 1893 w Hereford, zm. 11 marca 1932 w Newbury) – brytyjska malarka związana z Bloomsbury Group, blisko związana z pisarzem Lyttonem Stracheyem.

## Życiorys
Była czwartym dzieckiem Samuela Carringtona i Charlotte Houghton. Wykształcenie odebrała w Bedford High School dla dziewcząt. Tam zainteresowała się malarstwem i rodzice opłacili jej dodatkowe kursy malowania. Po uzyskaniu stypendium rozpoczęła w 1910 roku studia w Slade School of Art w Londynie. Była zdolną studentką i podczas nauki uzyskała wiele nagród. Razem z Rogerem Fry’em założyła Omega Workshop.
Carrington nawiązała w swoim życiu wiele homo- i heteroseksualnych romansów, m.in. z malarzem Markiem Gartlerem, pisarzem Geraldem Brenanem, Henriettą Bingham, córką amerykańskiego ambasadora w Londynie, i Julią Strachey. Wyszła za mąż za Ralpha Partridge’a (1921), ale większość życia spędziła u boku homoseksualnego pisarza Lyttona Stracheya, którego poznała w 1915 r. Strachey zmarł na raka w styczniu 1932 r. Carrington popełniła samobójstwo dwa miesiące później. Strzeliła z broni pożyczonej od swojego przyjaciela.
Jej życie i związek ze Stracheyem są tematem filmu Carrington z 1995 r. Tytułową rolę zagrała Emma Thompson.

## Twórczość
Malowała głównie ludzi, których znała i miejsca, w których przebywała. Projektowała również okładki książek. Jej malarstwo nie było szeroko znane za życia artystki. Rzadko organizowała wystawy i nie podpisywała swoich prac.